# 골든 브룩스

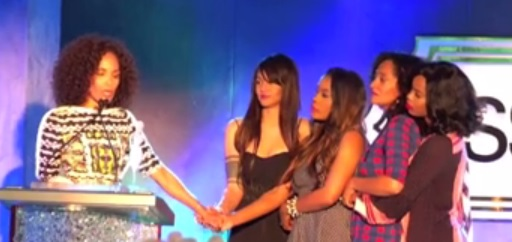

골든 브룩스(Golden Brooks, 1970년 12월 1일 ~ )는 미국의 배우, 텔레비전 배우, 영화배우이다. 샌프란시스코에서 태어났다.

## 영화
- 다키스트 마인드 (2018년) - 몰리 역
- 인 시크니스 앤 인 헬스 (2012년) - 호프 역
- 머더맨 (2011년)
- 폴리쉬 바 (2010년)
- 썸딩 뉴 (2006년)
- 뷰티 샵 (2005년) - 샤널 역
- 임포스터 (2001년)
- 타임코드 (2000년)
- 헬스 키친 (1998년)